# Championnat du Portugal féminin de football 2001-2002
Navigation
Édition précédente Édition suivante
Le Nacional Feminino 2001-2002 est la 17e édition du championnat du Portugal féminin de football. Le premier niveau national du championnat féminin oppose vingt-deux clubs portugais en deux phases jouées durant la saison de football. Au terme de la première phase les deux meilleurs clubs de chaque zone, s'affrontent lors d'une phase finale, où chaque équipe s'affronte en match aller-retour. La première place de la phase finale est qualificative pour la Coupe féminine de l'UEFA. Les équipes non qualifiées pour cette phase finale, vont disputer un mini championnat par zone appelé "Phase de relégation" (Fase Despromoção). Celui-ci a pour but d'établir un classement des clubs dont les derniers sont relégués en division Distrital (régional), à défaut de 2e division. 
À l'issue de la saison, le 1° Dezembro décroche son deuxième titre de champion du Portugal.

## Zone A

### Participants
La Zone A est composée cette saison de huit équipes se situant dans le nord du Portugal. 
Ce tableau présente les huit équipes qualifiées pour disputer le championnat 2001-2002. On y trouve le nom des clubs, la date de création du club, le nom des stades ainsi que la capacité de ces derniers
Légende des couleurs
- Vainqueur de la Campeonato Nacional Feminino la saison précédente.
- Promu de division inférieure.

| \| Belinho Boavista Povo Martim Fonte-Boa Gatões Várzea Vilar Pinheiro Vinhós \| Localisation des clubs engagés dans la Zona A du championnat. |
| Belinho Boavista Povo Martim Fonte-Boa Gatões Várzea Vilar Pinheiro Vinhós                                                                     |

| Nom du club       | Date de création | Dernière montée | Division 2000-2001   | Stade                                             | Capacité | Vict. |
| ----------------- | ---------------- | --------------- | -------------------- | ------------------------------------------------- | -------- | ----- |
| CSJ Belinho       | -                | 1997            | Campeonato Nacional  | Estádio Municipal António Augusto Martins Pereira | -        | /     |
| Boavista FC       | 1903             | 1985            | Campeonato Nacional  | Campo de Treinos do Estádio do Bessa XXI          | -        | 11    |
| ADRC Fonte-Boa    | 1981             | 2001            | Campeonato Distrital | Campo do Cedro                                    | 1 000    | /     |
| Casa Povo Martim  | 1997             | 2001            | Campeonato Distrital | Complexo Desportivo de Martim                     | 1 500    | /     |
| Gatões FC         | 1960             | 1997            | Campeonato Nacional  | Campo do Gatões FC                                |          | 3     |
| ARC Várzea        | 1977             | 2000            | Campeonato Nacional  | Campo de Jogos da Várzea                          | 1 000    | /     |
| SC Vilar Pinheiro | 1961             | 1998            | Campeonato Nacional  | -                                                 |          | /     |
| CD Vinhós         | 1974             | 1998            | Campeonato Nacional  | Campo D. Maria Edite Guimarães                    | 150      | /     |

### Deuxième phase (Nacional Feminino Fase Despromoção -Zona A)
Classement
Le classement est calculé avec le barème de points suivant : une victoire vaut trois points, le match nul un et la défaite zéro.
Critères de départage en cas d'égalité au classement :
1. classement aux points des matchs joués entre les clubs ex æquo ;
2. différence entre les buts marqués et les buts concédés sur la totalité des matchs joués dans le championnat ;
3. plus grand nombre de buts marqués sur la totalité des matchs joués dans le championnat ;
4. en cas de nouvelle égalité, une rencontre supplémentaire aura lieu sur terrain neutre avec, éventuellement, l’épreuve des tirs au but.

| Rang | Équipe            | Pts | J  | G | N | P | Bp | Bc | Diff |
| ---- | ----------------- | --- | -- | - | - | - | -- | -- | ---- |
| 1    | ADRC Fonte-BoaP   | 19  | 10 | 6 | 1 | 3 | 27 | 14 | +13  |
| 2    | CD Vinhós         | 17  | 10 | 5 | 2 | 3 | 12 | 16 | -4   |
| 3    | CSJ Belinho       | 15  | 10 | 5 | 0 | 5 | 21 | 14 | +7   |
| 4    | ARC Várzea        | 14  | 10 | 3 | 5 | 2 | 18 | 18 | 0    |
| 5    | SC Vilar Pinheiro | 11  | 10 | 3 | 2 | 5 | 14 | 19 | -5   |
| 6    | Casa Povo MartimP | 8   | 10 | 2 | 2 | 6 | 11 | 22 | -11  |

|  | Relégué en division inférieure. |
|  | T Tenant du titre. P Promu de division inférieure. Pts points ; G victoires ; N match nuls ; P défaites Bp buts marqués ; Bc buts encaissés ; Diff différence de buts |

| Résultats (▼dom., ►ext.)                                   | Fon | Vin | Bel | Vár | Pin | CPM |
| ADRC Fonte-Boa                                             |     | 7-1 | 2-1 | 4-4 | 0-1 | 6-0 |
| CD Vinhós                                                  | 2-1 |     | 0-2 | 1-1 | 2-1 | 1-0 |
| CSJ Belinho                                                | 0-1 | 2-0 |     | 2-3 | 1-2 | 7-1 |
| ARC Várzea                                                 | 1-3 | 1-3 | 3-1 |     | 2-1 | 0-0 |
| SC Vilar Pinheiro                                          | 3-1 | 1-1 | 1-3 | 2-2 |     | 0-4 |
| Casa Povo Martim                                           | 1-2 | 0-1 | 1-2 | 1-1 | 3-2 |     |
| - Victoire à domicile - Match nul - Victoire à l'extérieur |     |     |     |     |     |     |

## Zone B

### Participants
La Zone B est composée de huit équipes se situant dans le centre du Portugal. 
Ce tableau présente les huit équipes qualifiées pour disputer le championnat 2001-2002. On y trouve le nom des clubs, la date de création du club, le nom des stades ainsi que la capacité de ces derniers
Légende des couleurs
- Vainqueur de la Campeonato Nacional Feminino la saison précédente.
- Promu de division inférieure.

| \| Albergaria Avanca Cadima U.Coimbra CRECOR Escola Tocha Vasco da Gama \| Localisation des clubs engagés dans la Zona B du championnat. |
| Albergaria Avanca Cadima U.Coimbra CRECOR Escola Tocha Vasco da Gama                                                                     |

| Nom du club         | Date de création | Dernière montée | Division 2000-2001   | Stade                                             | Capacité | Vict. |
| ------------------- | ---------------- | --------------- | -------------------- | ------------------------------------------------- | -------- | ----- |
| Clube de Albergaria | 1890             | 1989            | Campeonato Nacional  | Estádio Municipal António Augusto Martins Pereira | 1 500    | /     |
| AA Avanca           | 1937             | 1998            | Campeonato Nacional  | -                                                 | -        | /     |
| UR Cadima           | 1959             | 1999            | Campeonato Nacional  | Complexo Desportivo de Cantanhede                 | 2 000    | /     |
| CF União de Coimbra | 1919             | 1985            | Campeonato Nacional  | -                                                 | -        | /     |
| CRECOR              | 2001             | 2001            | -                    | -                                                 | -        | /     |
| Escola Molelinhos   | 1979             | 1990            | Campeonato Nacional  | Campo do Vale da Pata                             | 350      | /     |
| U. Tocha            | 1953             | 2001            | Campeonato Distrital | -                                                 | -        | /     |
| CDR Vasco da Gama   | 1947             | 2000            | Campeonato Nacional  | -                                                 | -        | /     |

### Deuxième phase (Nacional Feminino Fase Despromoção -Zona B)
Classement
Le classement est calculé avec le barème de points suivant : une victoire vaut trois points, le match nul un et la défaite zéro.
Critères de départage en cas d'égalité au classement :
1. classement aux points des matchs joués entre les clubs ex æquo ;
2. différence entre les buts marqués et les buts concédés sur la totalité des matchs joués dans le championnat ;
3. plus grand nombre de buts marqués sur la totalité des matchs joués dans le championnat ;
4. en cas de nouvelle égalité, une rencontre supplémentaire aura lieu sur terrain neutre avec, éventuellement, l’épreuve des tirs au but.

| Rang | Équipe              | Pts | J  | G | N | P | Bp | Bc | Diff |
| ---- | ------------------- | --- | -- | - | - | - | -- | -- | ---- |
| 1    | UR Cadima           | 23  | 10 | 7 | 2 | 1 | 22 | 6  | +16  |
| 2    | Clube de Albergaria | 19  | 10 | 6 | 1 | 3 | 16 | 10 | +6   |
| 3    | Escola Molelinhos   | 18  | 10 | 5 | 3 | 2 | 34 | 20 | +14  |
| 4    | CRECORP             | 12  | 10 | 3 | 3 | 4 | 14 | 21 | -7   |
| 5    | CDR Vasco da Gama   | 11  | 10 | 3 | 2 | 5 | 13 | 15 | -2   |
| 6    | U. TochaP           | 1   | 10 | 0 | 1 | 9 | 6  | 33 | -27  |

|  | Relégué en division inférieure. |
|  | T Tenant du titre. P Promu de division inférieure. Pts points ; G victoires ; N match nuls ; P défaites Bp buts marqués ; Bc buts encaissés ; Diff différence de buts |

| Résultats (▼dom., ►ext.)                                   | Cad | Alb | Esc | Cor | Vas | Toc |
| UR Cadima                                                  |     | 1-0 | 2-1 | 3-1 | 2-0 | 2-0 |
| Clube de Albergaria                                        | 0-2 |     | 3-2 | 0-2 | 2-0 | 2-1 |
| Escola Molelinhos                                          | 4-3 | 0-0 |     | 6-4 | 3-3 | 5-1 |
| CRECOR                                                     | 0-0 | 1-5 | 1-1 |     | 1-0 | 1-1 |
| CDR Vasco da Gama                                          | 0-0 | 0-2 | 3-5 | 3-0 |     | 2-0 |
| U. Tocha                                                   | 0-7 | 1-2 | 0-7 | 2-3 | 0-2 |     |
| - Victoire à domicile - Match nul - Victoire à l'extérieur |     |     |     |     |     |     |

## Zone C

### Résumé
Première phase, largement dominé par les vices-championnes de la saison passée, remportant tous leurs matches et marquant une moyenne de 11 buts par rencontre. Le 1º Dezembro est accompagné en phase finale, par leur perpétuel dauphin, depuis plusieurs saisons, le Futebol Benfica.
Concernant la deuxième phase de relégation, c'est le GDR Canaviais , qui remporte ce championnat. À noter que le Bairro da Conceição, arrête sa section féminine, et ne participe pas à cette deuxième phase, à la suite de son abandon aucune équipe n'est reléguée.

### Participants
La Zone C est composée de huit équipes situées essentiellement dans le sud du Portugal. 
Ce tableau présente les huit équipes qualifiées pour disputer le championnat 2001-2002. On y trouve le nom des clubs, la date de création du club, le nom des stades ainsi que la capacité de ces derniers
Légende des couleurs
- Vainqueur de la Campeonato Nacional Feminino la saison précédente.
- Promu de division inférieure.

| \| 1º Dezembro Bairro Conceição Almada CF Benfica Canaviais Gândaras Monte Real Ponte Frielas \| Localisation des clubs engagés dans la Zona C du championnat. |
| 1º Dezembro Bairro Conceição Almada CF Benfica Canaviais Gândaras Monte Real Ponte Frielas                                                                     |

| Nom du club         | Date de création | Dernière montée | Division 2000-2001   | Stade                            | Capacité | Vict. |
| ------------------- | ---------------- | --------------- | -------------------- | -------------------------------- | -------- | ----- |
| SU 1º Dezembro      | 1880             | 1994            | Campeonato Nacional  | Campo Conde de Sucena            | 1 000    | 1     |
| Bairro da Conceição | 1987             | 1997            | Campeonato Nacional  | -                                | -        | /     |
| CF Benfica          | 1933             | 1994            | Campeonato Nacional  | Estádio Francisco Lázaro         | 1 500    | /     |
| Beira Mar Almada    | 1947             | 1998            | Campeonato Nacional  | -                                | -        | /     |
| GDR Canaviais       | 1975             | 2000            | Campeonato Nacional  | -                                | -        | /     |
| Gândaras            | 1957             | 2001            | Campeonato Distrital | Complexo Desportivo das Gândaras | 500      | /     |
| GD Monte Real       | 1979             | 2001            | Campeonato Distrital | -                                | -        | /     |
| UD Ponte Frielas    | 1947             | 1998            | Campeonato Nacional  | Campo de Jogos do Bonjardim      | 500      | /     |

### Première phase
Classement
Le classement est calculé avec le barème de points suivant : une victoire vaut trois points, le match nul un et la défaite zéro.
Critères de départage en cas d'égalité au classement :
1. classement aux points des matchs joués entre les clubs ex æquo ;
2. différence entre les buts marqués et les buts concédés sur la totalité des matchs joués dans le championnat ;
3. plus grand nombre de buts marqués sur la totalité des matchs joués dans le championnat ;
4. en cas de nouvelle égalité, une rencontre supplémentaire aura lieu sur terrain neutre avec, éventuellement, l’épreuve des tirs au but.

| Rang | Équipe              | Pts | J  | G  | N | P  | Bp  | Bc  | Diff |
| ---- | ------------------- | --- | -- | -- | - | -- | --- | --- | ---- |
| 1    | SU 1º Dezembro      | 42  | 14 | 14 | 0 | 0  | 155 | 5   | +150 |
| 2    | CF Benfica          | 30  | 14 | 10 | 0 | 4  | 80  | 23  | +57  |
| 3    | GD Monte RealP      | 23  | 14 | 7  | 2 | 5  | 50  | 45  | +5   |
| 4    | UD Ponte Frielas    | 21  | 14 | 7  | 0 | 7  | 34  | 50  | -16  |
| 5    | Bairro da Conceição | 20  | 14 | 6  | 2 | 6  | 37  | 49  | -12  |
| 6    | GDR Canaviais       | 18  | 14 | 5  | 3 | 6  | 21  | 45  | -24  |
| 7    | Beira Mar Almada    | 9   | 14 | 3  | 0 | 11 | 22  | 59  | -37  |
| 8    | GândarasP           | 1   | 14 | 0  | 1 | 13 | 4   | 127 | -123 |

|  | Qualifiés pour la phase finale de la compétition. |
|  | T Tenant du titre. P Promu de division inférieure. Pts points ; G victoires ; N match nuls ; P défaites Bp buts marqués ; Bc buts encaissés ; Diff différence de buts |

| Résultats (▼dom., ►ext.)                                   | 1ºD  | CFB | Mont | Fri  | Bai  | Can  | Alm  | Gân  |
| SU 1º Dezembro                                             |      | 4-1 | 14-0 | 16-0 | 18-0 | 17-0 | 10-1 | 20-0 |
| CF Benfica                                                 | 3-8  |     | 6-2  | 0-3  | 5-0  | 4-0  | 13-0 | 12-1 |
| GD Monte Real                                              | 0-5  | 5-3 |      | 1-4  | 3-1  | 1-1  | 4-3  | 14-0 |
| UD Ponte Frielas                                           | 0-6  | 0-7 | 2-5  |      | 1-3  | 2-0  | 2-1  | 10-0 |
| Bairro da Conceição                                        | 0-5  | 0-8 | 2-2  | 6-4  |      | 1-1  | 2-0  | 12-0 |
| GDR Canaviais                                              | 0-5  | 0-4 | 2-6  | 3-2  | 1-0  |      | 2-0  | 6-0  |
| Beira Mar Almada                                           | 0-11 | 0-5 | 2-1  | 1-2  | 0-3  | 2-4  |      | 7-0  |
| Gândaras                                                   | 0-16 | 0-9 | 0-6  | 1-2  | 1-7  | 1-1  | 0-5  |      |
| - Victoire à domicile - Match nul - Victoire à l'extérieur |      |     |      |      |      |      |      |      |

### Deuxième phase (Nacional Feminino Fase Despromoção -Zona C)
Classement
Le classement est calculé avec le barème de points suivant : une victoire vaut trois points, le match nul un et la défaite zéro.
Critères de départage en cas d'égalité au classement :
1. classement aux points des matchs joués entre les clubs ex æquo ;
2. différence entre les buts marqués et les buts concédés sur la totalité des matchs joués dans le championnat ;
3. plus grand nombre de buts marqués sur la totalité des matchs joués dans le championnat ;
4. en cas de nouvelle égalité, une rencontre supplémentaire aura lieu sur terrain neutre avec, éventuellement, l’épreuve des tirs au but.

| Rang | Équipe           | Pts | J | G | N | P | Bp | Bc | Diff |
| ---- | ---------------- | --- | - | - | - | - | -- | -- | ---- |
| 1    | GDR Canaviais    | 19  | 8 | 6 | 1 | 1 | 33 | 7  | +26  |
| 2    | GD Monte RealP   | 16  | 8 | 5 | 1 | 2 | 32 | 11 | +21  |
| 3    | Beira Mar Almada | 12  | 8 | 4 | 0 | 4 | 23 | 14 | +9   |
| 4    | UD Ponte Frielas | 12  | 8 | 4 | 0 | 4 | 26 | 20 | +6   |
| 5    | GândarasP        | 0   | 8 | 0 | 0 | 8 | 3  | 65 | -62  |

|  | Relégué en division inférieure. |
|  | T Tenant du titre. P Promu de division inférieure. Pts points ; G victoires ; N match nuls ; P défaites Bp buts marqués ; Bc buts encaissés ; Diff différence de buts |

| Résultats (▼dom., ►ext.)                                   | Can | Mont | Alm | Fri | Gân  |
| GDR Canaviais                                              |     | 1-2  | 4-0 | 7-0 | 13-0 |
| GD Monte Real                                              | 1-1 |      | 4-1 | 4-2 | 11-0 |
| Beira Mar Almada                                           | 0-1 | 2-1  |     | 3-1 | 14-0 |
| UD Ponte Frielas                                           | 1-2 | 4-2  | 3-0 |     | 9-1  |
| Gândaras                                                   | 1-4 | 0-7  | 0-3 | 1-4 |      |
| - Victoire à domicile - Match nul - Victoire à l'extérieur |     |      |     |     |      |

## Phase finale
Le SU 1º Dezembro, récupère son titre perdu la saison passée. Moins dominateur que lors de la phase de zone, il devance les tenantes du titre d'un point. La maturité de nombreuses joueuses de l'équipe de Sintra, telle que, Carla Cristina, Maria João Xavier, Sílvia Brunheira, Julieta Almeida ou encore Carla Couto, ont fait la différence. Elles ne perdent qu'une seule rencontre, lors de le deuxième journée, à domicile, face au Clube Futebol Benfica, 0 à 3. Bien que le début de cette phase finale soit difficile, une victoire un nul une défaite au bout de trois journées. C'est grâce à leur victoire face à leurs dauphines du Gatões Futebol Clube, que les filles de Graça Simões ont pu reprendre la tête du championnat, lors de la 6e journée.
| Rang | Équipe              | Pts | J  | G | N | P | Bp | Bc | Diff |
| ---- | ------------------- | --- | -- | - | - | - | -- | -- | ---- |
| 1    | SU 1º Dezembro      | 25  | 10 | 8 | 1 | 1 | 38 | 8  | +30  |
| 2    | Gatões FCT          | 24  | 10 | 8 | 0 | 2 | 36 | 5  | +31  |
| 3    | CF Benfica          | 19  | 10 | 6 | 1 | 3 | 35 | 18 | +17  |
| 4    | Boavista FC         | 12  | 10 | 3 | 3 | 4 | 24 | 18 | +6   |
| 5    | AA Avanca           | 4   | 10 | 1 | 1 | 8 | 6  | 41 | -35  |
| 6    | CF União de Coimbra | 3   | 10 | 1 | 0 | 9 | 11 | 60 | -49  |

|  | Vainqueur de la compétition. |
|  | T Tenant du titre. P Promu de division inférieure. Pts points ; G victoires ; N match nuls ; P défaites Bp buts marqués ; Bc buts encaissés ; Diff différence de buts |

| Résultats (▼dom., ►ext.)                                   | 1º D | Gat  | CFB | Boa | Ava  | Coi |
| SU 1º Dezembro                                             |      | 1-0  | 0-3 | 5-1 | 9-0  | 4-0 |
| Gatões FC                                                  | 1-3  |      | 7-0 | 2-0 | 4-0  | 4-0 |
| CF Benfica                                                 | 1-2  | 0-3  |     | 4-1 | 10-1 | 8-3 |
| Boavista FC                                                | 0-0  | 0-2  | 1-1 |     | 3-0  | 7-1 |
| AA Avanca                                                  | 0-3  | 0-3  | 0-4 | 2-2 |      | 1-2 |
| CF União de Coimbra                                        | 2-11 | 1-10 | 0-4 | 1-9 | 1-2  |     |
| - Victoire à domicile - Match nul - Victoire à l'extérieur |      |      |     |     |      |     |

## Bilan de la saison
| Championnat du Portugal féminin de football 2001-2002 |                                                                                                  |
| Champion                                              | SU 1º Dezembro (2e titre)                                                                        |
| Dauphin                                               | Gatões Futebol Clube                                                                             |
| Promotions et relégations                             |                                                                                                  |
| Promus en Campeonato Nacional                         | Sequeirense Futebol Clube                                                                        |
| Relégués en Campeonato Distrital                      | Cultura Desporto Recreio Cortegaça                                                               |
| Relégués en Campeonato Distrital                      | União Desportiva da Tocha                                                                        |
| Relégués en Campeonato Distrital                      | Centro de Cultura e Desporto do Bairro de Nossa Senhora da Conceição (arrêt du football féminin) |